# La Demoiselle (album)
Pour les articles homonymes, voir La Demoiselle.
Albums de Angelo Branduardi
Cogli la prima mela
(1979) Concerto
(1980)
La Demoiselle est un album de musique interprété par Angelo Branduardi. Il s'agit de la version française de l'album italien La pulce d'acqua.

## Liste des titres
- Bal en fa dièse mineur (inspiré d'une danse du baroque primitif)
- Le Cerisier (d'après une ballade gaélique médiévale Le chant de Noël du cerisier)
- Naissance d'un lac (d'après l'histoire de Cyané)[réf. souhaitée]
- En avant l'aventure (d'après une pièce de Gaspar Sanz)
- Le Serment du marin (d'après l'histoire d'Ulysse)
- La Demoiselle (inspiré par un mythe chamanique)
- L'Épouse dérobée (inspiré d'un chant du Barzaz Breiz)
- Les Rides de la Lune (inspiré du folklore chinois)
- La Belle Dame sans merci (d'après un poème d'Alain Chartier)

Paroles : Étienne Roda-Gil / Musique : Angelo Branduardi

## Musiciens
- Angelo Branduardi : violon, guitare, flûte de Pan
- Gigi Cappellotto : basse
- Bruno de Filippi : sitar, harmonica, ocarina
- Massimiliano di Carlo : cetra
- Franco di Sabatino : claviers
- Maurizio Fabrizio : piano, guitare, guitare octavine
- Roberto Puleo : bouzouki, slide guitar
- Andy Surdi : batterie, percussions
- Luigi Lai : launeddas